# Melior’sches Haus

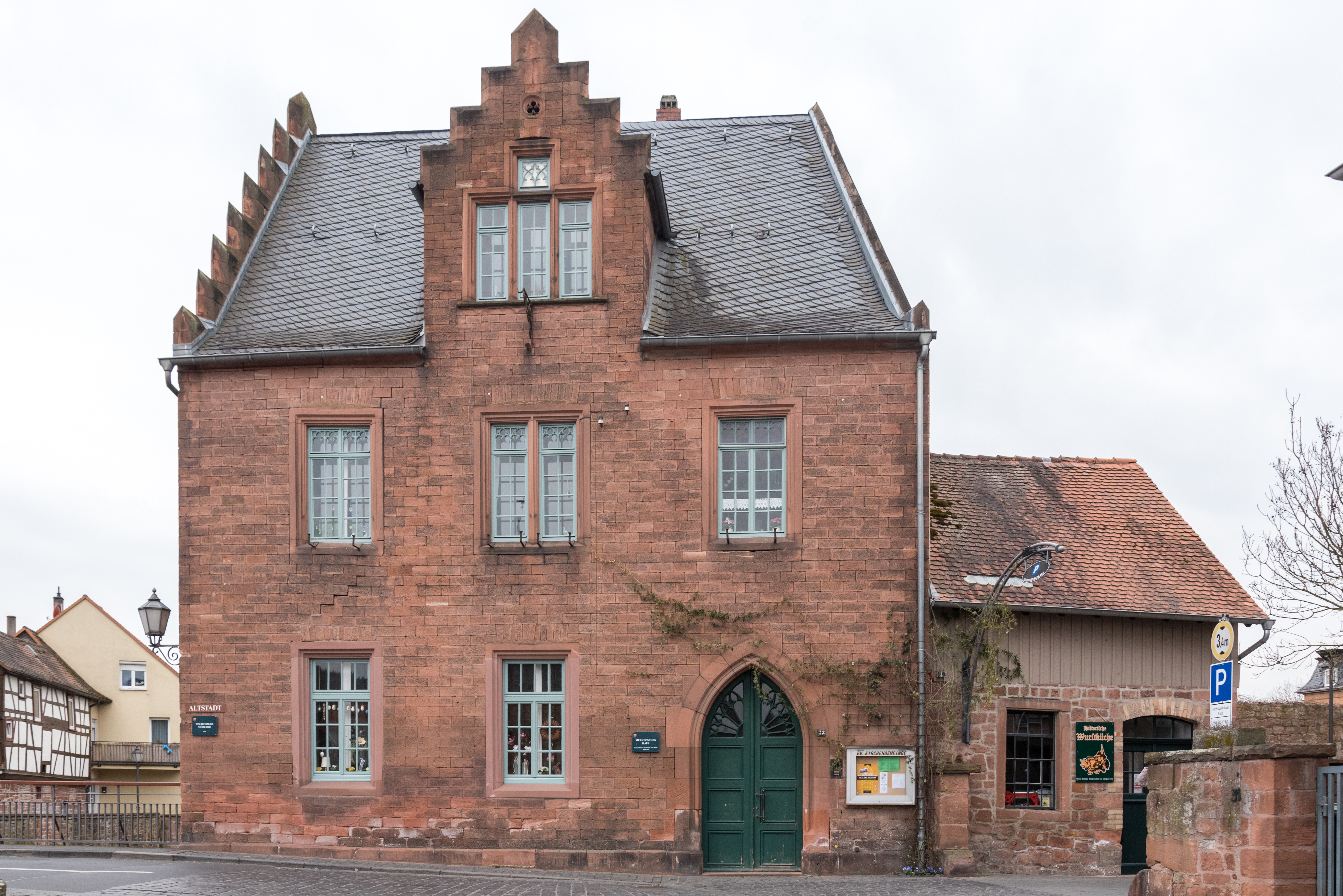
Melior’sches Haus in Büdingen

Das sogenannte Melior’sche Haus in Büdingen, einer Stadt im Wetteraukreis in Hessen, wurde 1860 errichtet. Das Wohnhaus am Seemenbach mit der Adresse Altstadt 33 ist ein geschütztes Kulturdenkmal.
Der Quaderbau in neugotischen Formen mit Staffelgiebel besitzt an der Giebelseite ältere Mauerreste und einen vorkragenden dreiseitigen Erker des ehemaligen Mühltors aus dem Ende des 15. Jahrhunderts.